# بیبان (عراق)
بیبان یک منطقهٔ مسکونی در عراق است که در شهرستان تلکیف واقع شده‌است.